# Aeroporto di Río Gallegos
L'aeroporto Internazionale Pilota Civile Norberto Fernández (Aeropuerto Internacional Piloto Civil Norberto Fernández in spagnolo) è lo scalo aeroportuale della città argentina di Río Gallegos, capoluogo della provincia di Santa Cruz.
L'aeroporto sorge ad 8 km ad ovest del centro della città, lungo la strada nazionale 3. È lo scalo aereo argentino con la pista d'atterraggio più lunga.

## Storia
L'aeroporto fu costruito nel 1964 mentre la pista fu pavimentata nel 1972.